# Mil Mi-26

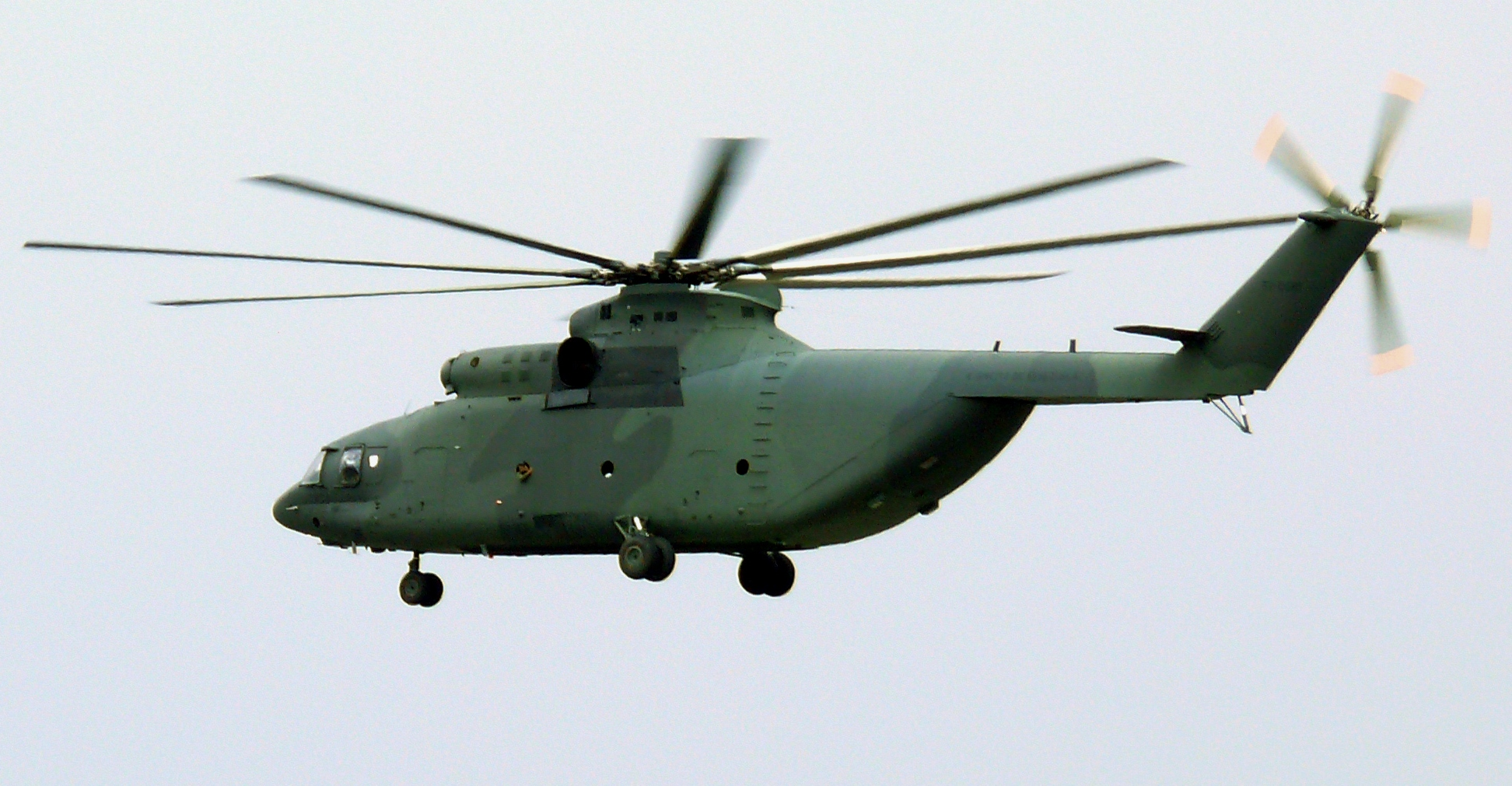
Mil Mi-26

Mil Mi-26 (Cirilic Миль Ми-26, NATO: "Halo") este un elicopter de transport greu de dimensiuni foarte mari introdus de Uniunea Sovietică în 1983. Este cel mai mare elicopter care a fost produs în serie.